# Bolivaritettix nathani
Bolivaritettix nathani is een rechtvleugelig insect uit de familie doornsprinkhanen (Tetrigidae). De wetenschappelijke naam van deze soort is voor het eerst geldig gepubliceerd in 1992 door Wagan & Kevan.